# 奥伊金斯将军解放者大区
奥伊金斯将军解放者大区（Región del Libertador General Bernardo O'Higgins）是智利从北到南的第8个大区。因贝纳多·奥希金斯将军得名。首府兰卡瓜。